# Hübner Nyíregyháza BS
El Hübner Nyíregyháza BS es un equipo de baloncesto húngaro con sede en la ciudad de Nyíregyháza, que compite en la B Division, la segunda competición de su país. Disputa sus partidos en el Bujtosi Szabadidocsarnok, con capacidad para 3600 espectadores. Se les apoda los "Blue Sharks", los tiburones azules.

## Historia
Tras un largo recorrido por categorías inferiores, logró el ascenso a la NB I/A, el primer nivel del baloncesto húngaro, en 2015, pero solo duró una temporada, acabando en la última posición y descendiendo a la División B. Regresó a la máxima competición en 2021, tras acabar en primera posición, donde permanece hasta 2023, cuando vuelve a perder la categoría.

## Registro por Temporadas
| Temporada | Nivel | Liga       | Posición en liga | Play-Offs        | Copa Húngara | Competición Europea | Competición Europea | Competición Europea |
| --------- | ----- | ---------- | ---------------- | ---------------- | ------------ | ------------------- | ------------------- | ------------------- |
| 2015-16   | 1     | A Division | 14.º             | Descenso         | –            |                     |                     |                     |
| 2016-17   | 2     | B Division | 3.º              | Cuartos de final | –            |                     |                     |                     |
| 2017-18   | 2     | B Division | 8.º              | Cuartos de final | –            |                     |                     |                     |
| 2018-19   | 2     | B Division | 4.º              | Semifinales      | –            |                     |                     |                     |
| 2019-20   | 2     | B Division | 2.º              | –                | –            |                     |                     |                     |
| 2020-21   | 2     | B Division | 1.º              | Campeones        | –            |                     |                     |                     |
| 2021-22   | 1     | A Division | 11.º             | –                | –            |                     |                     |                     |
| 2022–23   | 1     | A Division | 14.º             | Descenso         | –            |                     |                     |                     |
| 2023–24   | 2ª    | B Division | 7.º              | -                | –            |                     |                     |                     |